# Sällskapet till dugligt och troget tjänstefolks belönande
Sällskapet till dugligt och troget tjänstefolks belönande var en svensk välgörenhetsförening, grundad av drottning Josefina år 1828. Syftet var att uppmuntra "arbetsfliten" hos tjänstefolk i Stockholm. 